# Szögliget
Szögliget község Borsod-Abaúj-Zemplén vármegyében, az Edelényi járásban.

## Fekvése
Miskolctól 60 kilométerre északra helyezkedik el, egy völgykatlanban, a magyar–szlovák határtól 4 kilométerre délre. Belterületét átszeli a környező hegyekben eredő Ménes-patak.
A közvetlenül határos települések: északkelet felől Bódvaszilas, kelet felől Bódvarákó, dél-délkelet felől Perkupa, dél-délnyugat felől pedig Szin. Nyugat felől az amúgy messze fekvő Aggtelek külterületeivel határos, északon pedig a határszéle több kilométeres szakaszon egybeesik az országhatárral. Abban az irányban a két legközelebbi település északnyugat felől a szlovákiai Jablonca (Silická Jablonica), észak felől pedig Körtvélyes (Hrušov).

### Megközelítése
A 26-os főútról Sajószentpéternél a 27-es főútra áttérve, Edelényen át közelíthető meg, utóbbi főút és a 2603-as út találkozásánál észak felé kiinduló 26 115-ös úton. Erdei út (Derenki szekérút) vezet át a szlovákiai Körtvélyesig, de az csak gyalog vagy biciklivel járható.
Határszélét délkeleten érinti a Miskolc–Tornanádaska-vasútvonal is, de annak a területén nincs megállási pontja, a legközelebbi vasúti csatlakozási lehetőséget így (a perkupai területen elhelyezkedő) Jósvafő-Aggtelek megállóhely kínálja.

## Története
A falu a 13. század második felében magyar lakosságú településként szerepelt az oklevelekben, a falu  Szádvárral együtt jött létre, lakói a vár jobbágyai voltak. A várat 1686-ban rombolták le a bécsi udvar utasítására. Ezután az uradalmi központ Bódvaszilasra került át. A vár alatt haladt a kereskedésre használt derenki szekérút.
A falu római katolikus temploma is a várral egy időben épülhetett a 13. század második felében.
1549 körül Szögliget meglehetősen nagy falu volt 20 jobbágy- és 12 zsellér portával, 6 pusztatelekkel, 7 urasági szolgálatvállalóval és két bíróval (Magyar templom.hu).
A református templom 1798–1800 között épült.
A második világháború alatt a Szögliget és Rozsnyó közötti erdőkben tevékenykedett a Petőfi Brigád nevű partizánegység.
Szögligethez tartozik a falutól északnyugatra fekvő Derenk romközség, amelynek házait Horthy Miklós leromboltatta, mert összefüggő vadászterületet akart. Ennek központja Szelcepuszta volt, ahol a kormányzó fából épült vadászkastélyát az 1950-es években bontották le.
A település határában az 1990-es évek elején még több szénégető is működött, ezzel teremtve munkát a falu lakosainak. Mára egyik sem üzemel.

## Közélete

### Polgármesterei
- 1990–1994: Gulyás István (független)[4]
- 1994–1998: Mihalik József Alfonz (MDF)[5]
- 1998–2002: Török Gábor (független)[6]
- 2002–2006: Török Gábor (független)[7]
- 2006–2010: Tóthné Mihalik Katalin (független)[8]
- 2010–2014: Tóthné Mihalik Katalin (független)[9]
- 2014–2019: Üveges Attila (független)[10]
- 2019–2024: Üveges Attila (független)[11]
- 2024– : Üveges Attila (független)[1]

## Népesség
A település népességének változása:
| Lakosok száma | 628  | 606  | 591  | 527  | 549  | 533  | 515  |
|               | 2013 | 2014 | 2015 | 2021 | 2022 | 2023 | 2024 |

2001-ben a település lakosainak 98%-a magyar, 2%-a cigány nemzetiségűnek vallotta magát.
A 2011-es népszámlálás során a lakosok 98,8%-a magyarnak, 5,6% lengyelnek, 0,2% cigánynak, 0,2% németnek mondta magát (1,2% nem nyilatkozott; a kettős identitások miatt a végösszeg nagyobb lehet 100%-nál). A vallási megoszlás a következő volt: római katolikus 72,9%, református 19,3%, görögkatolikus 0,8%, felekezeten kívüli 2,2% (4,5% nem válaszolt).
2022-ben a lakosság 95,1%-a vallotta magát magyarnak, 2% lengyelnek, 1,1% szlováknak, 0,7% cigánynak, 0,4% németnek, 2,2% egyéb, nem hazai nemzetiségűnek (4,9% nem nyilatkozott; a kettős identitások miatt a végösszeg nagyobb lehet 100%-nál). Vallásuk szerint 57,2% volt római katolikus, 20,9% református, 0,7% görög katolikus, 0,2% egyéb keresztény, 0,2% izraelita, 4,2% felekezeten kívüli (16% nem válaszolt).

## Nevezetességei
- A műemlék Sarlós Boldogasszony-templom
- Református templom
- Szögligeten, a Petőfi utcában áll Duber István tájháza.
- A településtől mintegy két kilométerre északnyugatra állnak Szádvár romjai egy 460 méter magas hegy tetején.
- Derenk romközség
- Ha Jósvafő felé vesszük az irányt, akkor Szin, ha Szögliget felé, akkor a Ménes-tó után található Szelcepuszta, Horthy Miklós egységes vadászterületének központja.
- A faluból Szelcepuszta, ill. Derenk felé haladva található a Ménes-patak felduzzasztásával létrehozott Ménes-tó.
- 1995-ben a településen található 42 barlangot az Aggteleki-karszt és a Szlovák-karszt többi barlangjával együtt az UNESCO a világörökség részévé nyilvánította. Ezek a barlangok az Alkotmány-barlang, az Alsó Acskó-forrás barlangja, a Bába-völgyi 1. sz. víznyelőbarlang, a Bába-völgyi 2. sz. víznyelő barlangja, a Borz-barlang, a Cipőkrémes-lyuka, a Csehek-szakadéka, a Csempész-barlang, a Csipogó 1.sz. víznyelő, a Csipogó 2.sz. víznyelő, a Csipogó 3.sz. víznyelő, a Csörgő-forrásbarlang, a Dögszag 1. sz. barlang, a Dögszag 2. sz. barlang, a Dögszag 3. sz. barlang, az Egér-lyuk, a Fedor-forrás 2. sz. barlangja, a Fedor-forrás barlangja, a Háló-réti-zsomboly, a Háromszög-zsomboly, a Hosszú-tetői-barlang, a Hosszú-zsomboly, a Káposztás-kerti 1. sz. barlang, a Káposztás-kerti 2. sz. barlang, a Káposztás-kerti 3. sz. barlang, a Kecskés-kúti-forrásbarlang, a Keserű-barlang, a Lackó-barlang, a Macska-lyuk-víznyelő, a Magas-tetői-barlang, a Ménes-barlang, a Pérecs-nyelő, a Rejtek-zsomboly, a Rozmár-zsomboly, a Szádvári-barlang, a Szádvári-hasadék, a Szarvas-kerti-barlang, a Szénégető-barlang, a Szögligettől É-ra lévő bánya barlangja, az Úr-földjei beszakadás, a Vacsora-barlang és a Zúgó-forrás feletti hasadék. Szögligeten négy fokozottan védett barlang található, a Bába-völgyi 2. sz. víznyelő barlangja, a Hosszú-tetői-barlang, a Magas-tetői-barlang és a Rejtek-zsomboly.
- A falu határában lévő kőbányák
- Derenki szekérút Szögliget és Körtvélyes között.

## Híres szülöttei
Fecske Csaba (1948. március 10. –) József Attila-díjas magyar költő, publicista.

## Képek

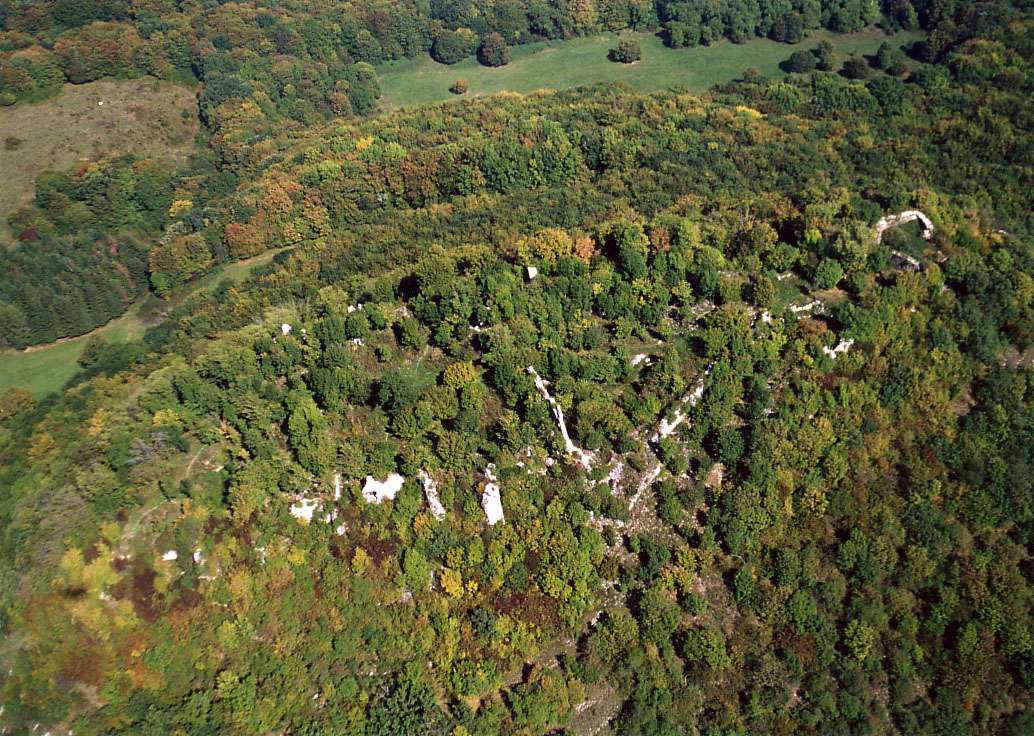
Szögliget – Szádvár romjai
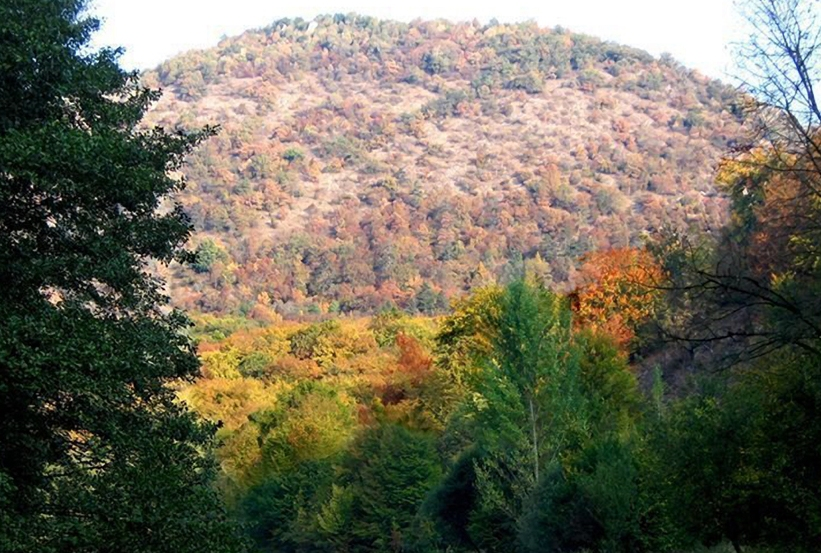
Szádvár
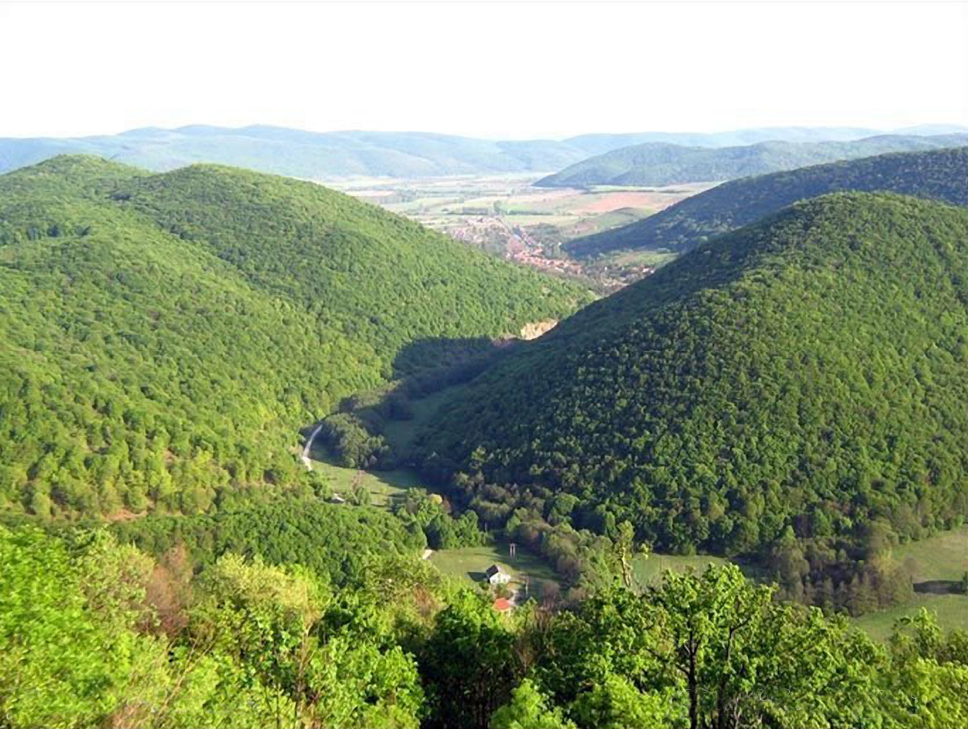
Szádvári látkép
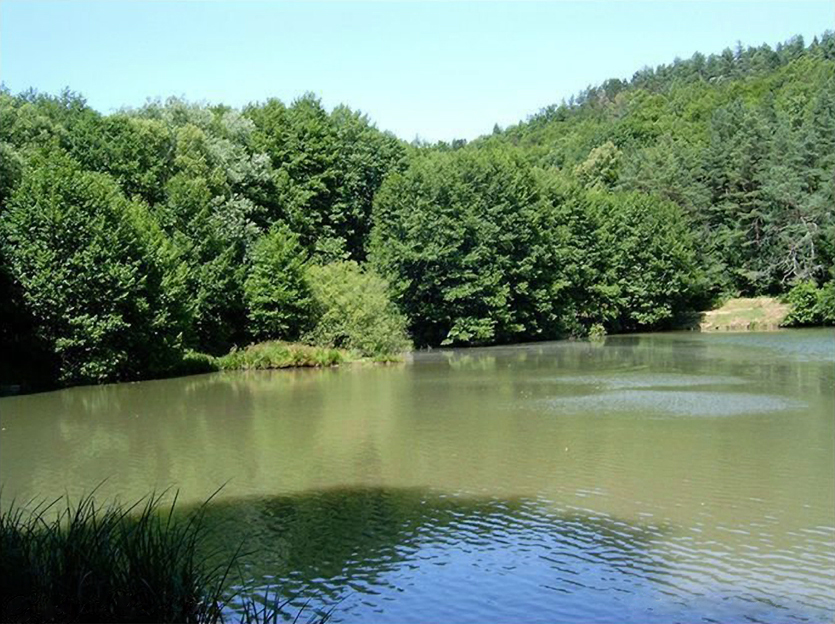
Ménes-tó